# Megapropodiphora arnoldi
Megapropodiphora arnoldi — вид двокрилих комах родини горбаток (Phoridae). Найменший вид мух у світі. Описаний у 2018 році.

## Назва
Вид названо на честь американського актора і культуриста Арнольда Шварценеггера, оскільки товсті передні кінцівки мухи нагадали автору таксона руки Шварцнеггера. Вид назва та описав ентомолог Браян Браун з Природничого музею Лос-Анджелеса.

## Поширення
Комаху виявлено у тропічних вологих лісах в околицях Манауса на півночі Бразилії. 

## Опис
Тіло голотипа завдовжки 0,395 мм. У самиці є досить великі голова і груди, а також збільшені передні кінцівки, тоді як середні і задні кінцівки та крила сильно вкорочені. Антени великі, мають вельми незвичайну форму. Відомо, що самці цього виду більш схожі на звичайну муху, мають нормально розвинені ноги і сильні крила і більші розміри тіла, але зняти або намалювати хоча б одного з них не вдалося.

## Спосіб життя
Про біологію виду нічого невідомо. Ймовірно, це паразитоїд суспільних комах, а потужні передні кінцівки використовує для зчеплення з господарем.